# Ӝ
Ӝ (kleingeschrieben ӝ, IPA-Aussprache [ʤ]) ist ein Buchstabe des kyrillischen Alphabets, bestehend aus einem Ж mit Diärese. Er wird in der udmurtischen Sprache verwendet.